# Rock e' nock
Rock e' nock är ett musikalbum av Kal P. Dal utgivet 1979 av Sonet. Liksom på de två tidigare albumen innehåller Rock E' Nock en del covers på kända rocklåtar med svensk text.

## Låtlista
| 1.           | Skit I Maj (Shadow Play)              | Rory Gallagher                       | Kal P. Dal   | 3:06  |
| 2.           | Rock Påg (The Rocker)                 | Brian Downey, Eric Bell, Phil Lynott | Kal P. Dal   | 1:58  |
| 3.           | Houndans Kvinna II (Honky Tonk Women) | Jagger/Richards                      | Kal P. Dal   | 5:08  |
| 4.           | Go' Och Dajlig (Smuk & Dejlig)        | Shit & Chanel                        | Kal P. Dal   | 3:17  |
| 5.           | Rosalie                               | Bob Seger, Brian Downey, Phil Lynott | Kal P. Dal   | 3:59  |
| Total längd: | Total längd:                          | Total längd:                         | Total längd: | 17:28 |

| 1.           | Kungens Knall (You Ain't Seen Nothing, Yet) | Randy Bachman | Kal P. Dal   | 2:58  |
| 2.           | Hur E De Nu Lilla Du                        | Kal P. Dal    |              | 2:45  |
| 3.           | 7 Svåra År                                  | Kal P. Dal    |              | 2:50  |
| 4.           | May, May, May                               | Kal P. Dal    |              | 1:27  |
| 5.           | Boeing 707                                  | Kal P. Dal    |              | 2:46  |
| 6.           | Österlen                                    | Kal P. Dal    |              | 3:51  |
| Total längd: | Total längd:                                | Total längd:  | Total längd: | 16:37 |

## Medverkande
- Kal P. Dal - sång, gitarr
- Janne Knuda - bas, sång
- Bosse ”Bronco” Nyman - trummor
- Hans Wärmling - gitarr, piano
- Camélen - gitarr, sång
- Jörgen Dansk - Gitarr (endast på spår A1 och B1)
- Mårten ”Micro” Tegnestam: gitarr(endast på spår B5)
- Jo-Jo Kamp: bas(endast på spår B5)